# Royal Dutch Medical Association
La Société royale néerlandaise pour la promotion de la médecine  (en néerlandais, Koninklijke Nederlandsche Maatschappij tot bevordering der Geneeskunst), couramment désignée par l'acronyme KNMG, est l'organisation professionnelle des médecins des Pays-Bas. 
En 2008, elle réunissait 40 000 praticiens.

## Historique
La KNMG a été fondée en 1849, date de la constitution d'une bibliothèque d'histoire de la médecine qui est conservée depuis 1855 par l'université d'Amsterdam. Aujourd'hui, cette collection est, dans son domaine, une des plus grandes et des plus exhaustives du monde. Elle est composée d'environ 36 000 ouvrages.
En 1999, la KNMG intègre de nombreuses autres associations médicales, à savoir l'Association nationale des médecins salariés (DAL), l'Association nationale des médecins généralistes (Pci), l'Association néerlandaise pour la santé au travail (NVAB), l'Association néerlandaise des soins infirmiers à domicile (NVvA), l'Association néerlandaise de l'assurance des médicaments (NVVG), l'Ordre néerlandais des médecins spécialistes (OMS) et un petit groupe de membres individuels.
Elle édite des recommandations consultables sur « son site officiel »(Archive.org • Wikiwix • Archive.is • Google • Que faire ?) (consulté le 16 août 2013) (en néerlandais). 

## Localisation
La KNMG est située à Utrecht :
Domus Medica
Mercatorlaan 1200
3528 BL Utrecht